# Diane Varsi
Diane Varsi (* 23. Februar 1938 in San Mateo, Kalifornien; † 19. November 1992 in Hollywood, Kalifornien) war eine US-amerikanische Film- und Fernsehschauspielerin.

## Leben
Varsi gab ihr Filmdebüt in dem Film Glut unter der Asche (im Original: Peyton Place) im Jahre 1957 und wurde prompt für den Oscar als beste Nebendarstellerin nominiert. Im selben Jahr erhielt sie neben Sandra Dee und Carolyn Jones den Golden Globe Award als Beste Nachwuchsdarstellerin.
Einen großen Bekanntheitsgrad erlangte Varsi durch ihren Auftritt in Dalton Trumbos Anti-Kriegsfilm Johnny zieht in den Krieg, in dem sie die einfühlsame Krankenschwester des nur noch aus einem sinneslosen Torso bestehenden Johnny spielte. Sie selbst bezeichnete Johnny zieht in den Krieg als den besten Film, in dem sie mitspielen durfte.
Bei den Dreharbeiten zu dem Film Wild in den Straßen erlitt Varsi ein schweres Trauma der Halswirbelsäule, welches allerdings jahrelang falsch diagnostiziert wurde und ihr dauerhafte Schmerzen bereitete. 1977 infizierte sich Varsi mit Lyme-Borreliose und lebte fünf Jahre mit einer nicht-diagnostizierten Meningitis, die sie mehrmals an den Rande des Todes brachte. Sowohl ihre Lyme-Borreliose als auch ihre Wirbelverletzungen wurden bis zum Jahre 1989 nicht erkannt.
Varsi war insgesamt dreimal verheiratet. Ihre erste Heirat wurde annulliert, da sie noch nicht volljährig war. Von 1955 bis 1958 war sie mit James Dickson verheiratet, mit dem sie einen gemeinsamen Sohn mit dem Namen Shawny hatte. Am 21. Mai 1961 heiratete sie Michael Hausmann, mit dem sie bis zu ihrem Tod verheiratet war und mit dem sie eine Tochter mit dem Namen Willo zeugte.
Am 19. November 1992 verstarb Varsi im Alter von 54 Jahren in Los Angeles an Ateminsuffizienz infolge ihrer Lyme-Borreliose.

## Auftritt im Metallica Video „One“
Da sich die US-amerikanische Metalband Metallica die Rechte an Johnny zieht in den Krieg für ihr erstes Musikvideo zum Song One sicherte, kann man Varsi dort in einigen Ausschnitten des Filmes sehen.

## Filmografie
- 1957: Glut unter der Asche (Peyton Place)
- 1958: Ein Mann in den besten Jahren (Ten North Frederick)
- 1958: Schieß zurück, Cowboy (From Hell to Texas)
- 1959: Playhouse 90 (Fernsehserie, eine Folge)
- 1959: Der Zwang zum Bösen (Compulsion)
- 1966: Dr. Kildare (Fernsehserie, zwei Folgen)
- 1967: Sweet Love, Bitter
- 1967: Roseanna
- 1968: Wild in den Straßen (Wild in the Streets)
- 1968: Killers Three
- 1969: My Friend Tony (Fernsehserie, eine Folge)
- 1970: Bloody Mama
- 1971: Johnny zieht in den Krieg (Johnny Got His Gun)
- 1971: Cannon (Fernsehserie, eine Folge)
- 1972: The People (Fernsehfilm)
- 1977: Ich hab’ dir nie einen Rosengarten versprochen (I Never Promised You a Rose Garden)